# Tunel w Rynie
Tunel w Rynie – tunel (podziemny kanał) wodny długości 200 metrów zlokalizowany w Rynie (województwo warmińsko-mazurskie), łączący jezioro Ołów z jeziorem Ryńskim (różnica poziomów między akwenami wynosi osiem metrów). 
Tunel powstał w średniowieczu, w okresie panowania krzyżackiego, poprzez skanalizowanie otwartego cieku łączącego jeziora i napędzającego koło ryńskiego młyna (obecnie gościńca). Nie jest znana przyczyna zbudowania tunelu i niepozostawienia cieku w postaci otwartej. Wysokość tunelu waha się pomiędzy 1,2, a 2 metra, szerokość jest zbliżona do jednego metra, a poziom wody wynosi od 30 do 80 cm od dna. Ze względu na niewielkie wymiary i z uwagi na bezpieczeństwo, obiekt nie jest udostępniony do zwiedzania, jednak możliwe jest obejrzenie wnętrza przez oszkloną studnię ekspozycyjną znajdującą się na ryńskim targowisku, w pobliżu placu Wolności. W miejscu tym tunel przebiega na głębokości sześciu metrów.